# Діловий повсякденний одяг

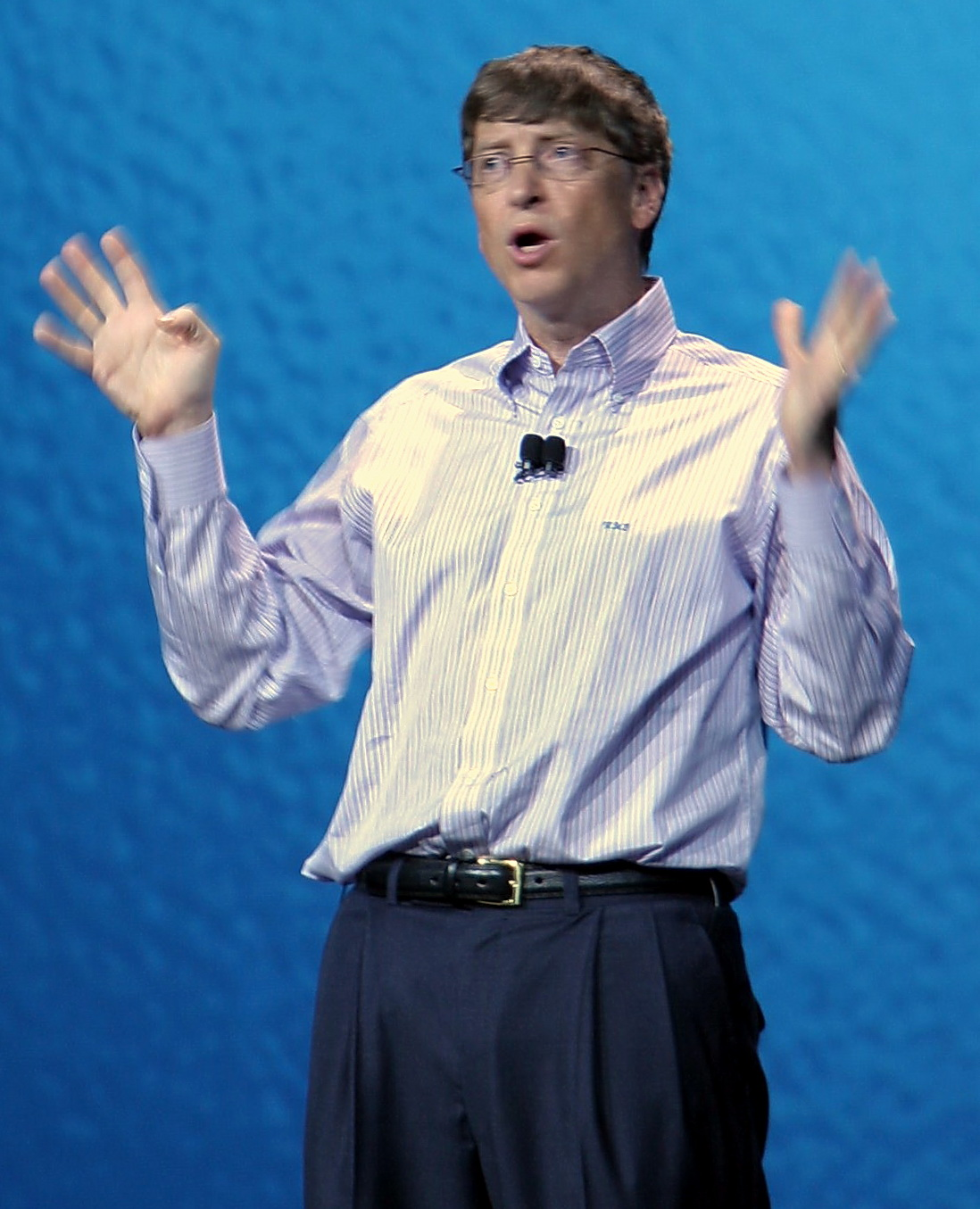
Біл Гейтс у вбранні бізнес-кежуел.

Діловий повсякденний одяг, бізнес-кежуал (англ. Business casual) - популярний дрес-код у Західному світі, розповсюджений серед білих та інших комірців. У США, 43% найманих робітників зазвичай одягають вбрання бізнес кежуел. Вуличний повсякденний є наступним за популярністю (28%), за ним йде уніформа (19%). Лише меншість (9%) одягають формальне ділове вбрання.
Діловий кежуел частково витіснив інші формати ділового одягу - костюми та краватки, які раніше були стандартом для керівників та спеціалістів.
Джинси іноді прийнятні як частина одягу. Деякі підприємці Кремнієвою долини, такі як Стів Джобс, носили джинси. У інших компаніях блакитні джинси, навпаки, не розглядаються як частина ділового кежуел. У академічному, науковому та офісному середовищах, тим не менш, джинси широко поширені та можуть носитися разом з теніскою або блузкою.
Краватки та запонки загалом не вимагаються. З 33% чоловіків, які вдягають краватку на роботу, 60% роблять це зрідка і тільки 18% - постійно.